# Clube Naval da Praia da Vitória
O Clube Naval da Praia da Vitória   (CNPV) é um clube de desporto náutico localizado no Concelho da Praia da Vitória, Freguesia de Santa Cruz, na ilha Terceira, no arquipélago dos Açores.

## Fundação
O Clube Náutico promulga os seus Estatutos a 01 de janeiro de 1973 (52 anos), constituindo-se como Associação, tendo como lema, "(...)"A velejar desde 1973".."

## História
Um grupo de Praienses juntam-se para atrair às atividades náuticas, crianças e jovens do Município como forma de ocupar os seus tempos livres.

Ao longo da sua existência foi desenvolvendo atividades na vela de iniciados e júniores, canoagem e natação, não descurando pontualmente outras participações desportivo-culturais na sociedade onde está inserida.

Participa em ações de de cariz social envolvendo nas sua parcerias a Associação Cristã da Mocidade e a Associação de Pais de Crianças Deficientes, devidamente apoiados pela Direção Regional de Segurança Social.

Outra das vertentes que o clube têm dinamizado em co-organização com a Federação Portuguesa de Motonáutica,
 foi o Grande Prémio da Praia da Vitória a 24 de Setembro de 2011, inserido no calendário do Campeonato Nacional de Motonáutica.

Participou na fundação da Associação de Jet Ski e Motonáutica dos Açores, como sócio fundador.

Pelo seu desempenho em prol do desporto na Região, foi-lhe reconhecido o estatuto de "Utilidade Pública".

Foi o organizador do Campeonato Europeu de Formula Windsurfing que decorreu de 29 de abril a 5 de maio de 2013.   

Com Carlos Borges, como instrutor principal do clube, co-liderou a promoção e organização do Campeonato do Mundo de Slalom da IFCA 2014, o evento realizou-se na baía da Praia da Vitória de 28 de abril a 3 de maio, contando com a inscrição de 57 atletas representando 18 países.